# Ronaldo (football, 1962)
Pour les articles homonymes, voir Ronaldo (homonymie).
Ronaldo Moraes da Silva, abrégé en Ronaldo,  est un footballeur brésilien né le 2 mars 1962 à Guarujá. Il évoluait au poste de défenseur.

## Biographie

### En club
Ronaldo joue au Brésil, notamment avec les clubs du SC Corinthians et du Grêmio.

### En équipe nationale
Il est médaillé d'argent avec le Brésil lors des Jeux olympiques d'été de 1984. Il dispute l'intégralité des matchs lors du tournoi olympique, et marque un but contre l'Italie en demi-finale.

## Carrière
- 1978-1984 :  SC Corinthians
- 1984-1987 :  Grêmio
- 1987-1989 :  EC Santo André
- 1990 :  Botafogo (Ribeirão Preto)
- 1991 :  Guarulhos

## Palmarès
Avec le Brésil :
- Médaillé d'argent aux Jeux olympiques d'été de 1984.